# Amphicar

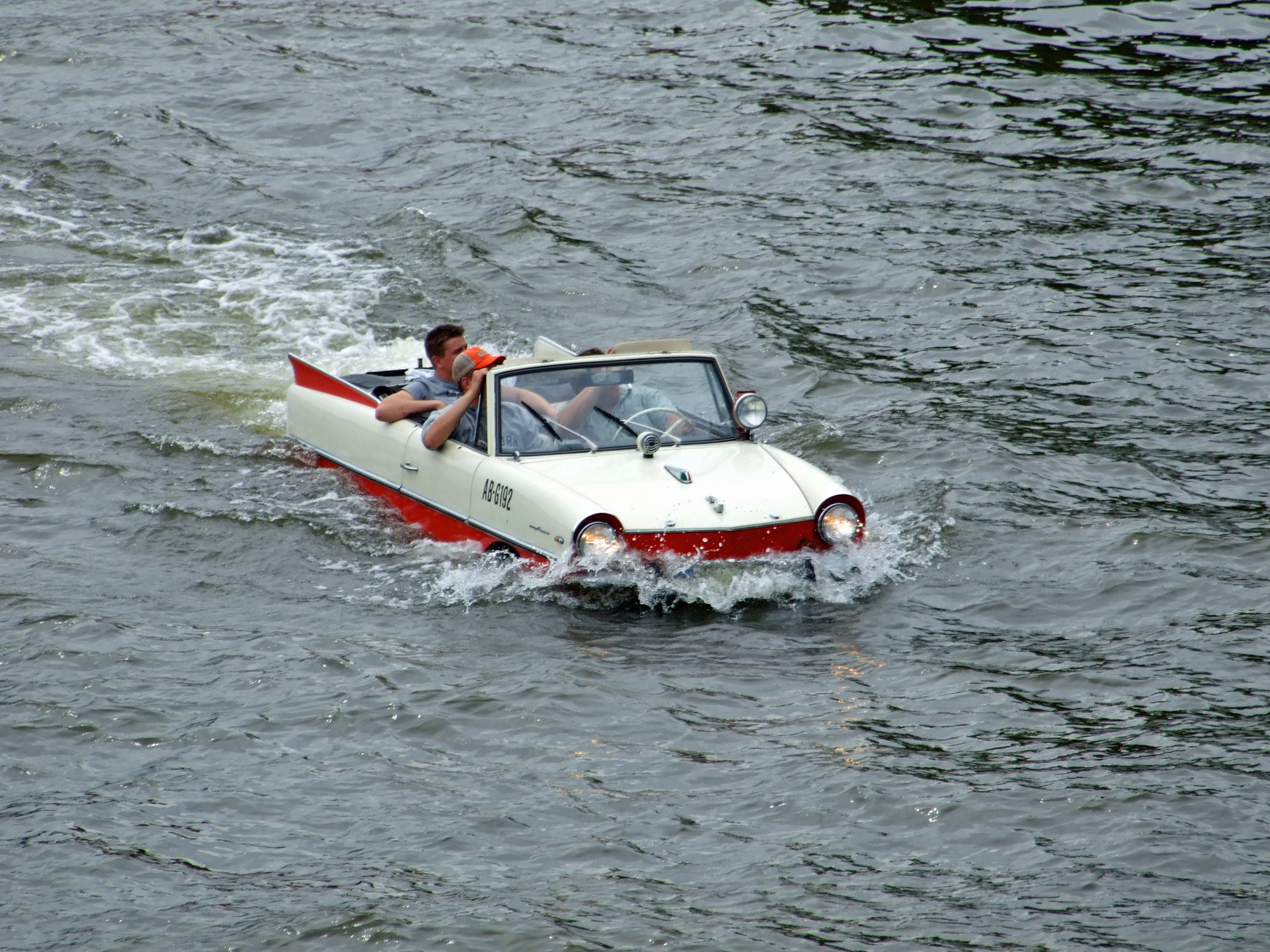
Navegando en el río Main, en Frankfurt

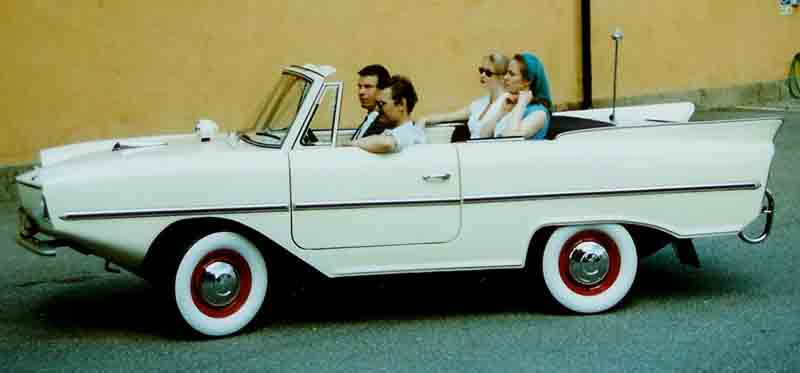
Rodando en tierra firma

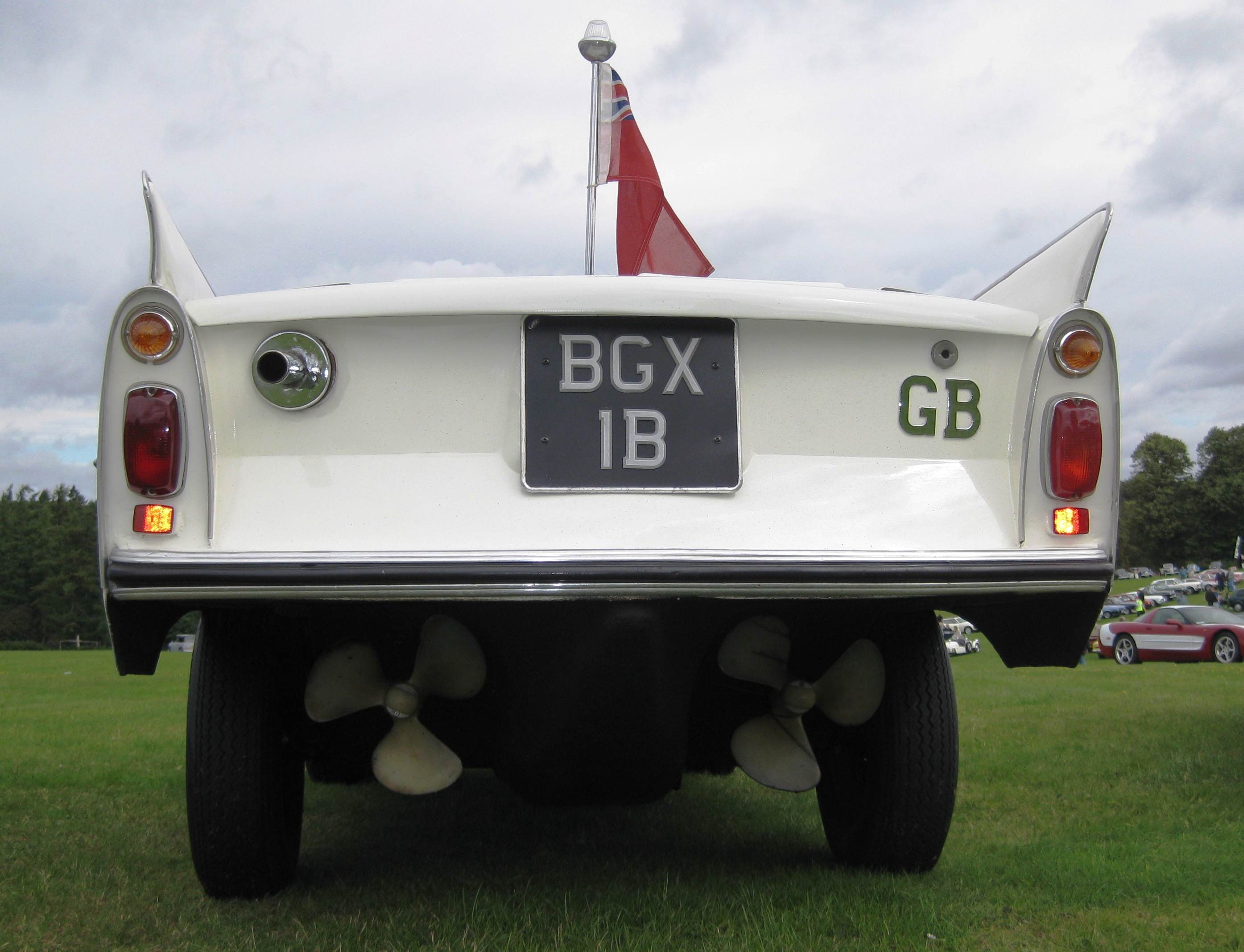
La propulsión es proporcionada por hélices gemelas montadas debajo del parachoques trasero

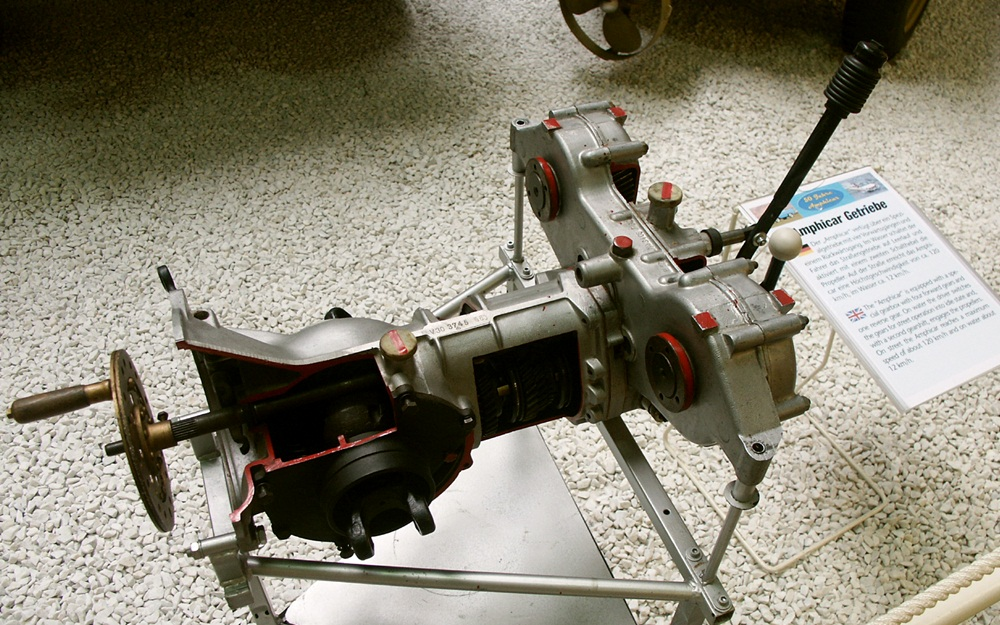
Caja de cambios del Amphicar

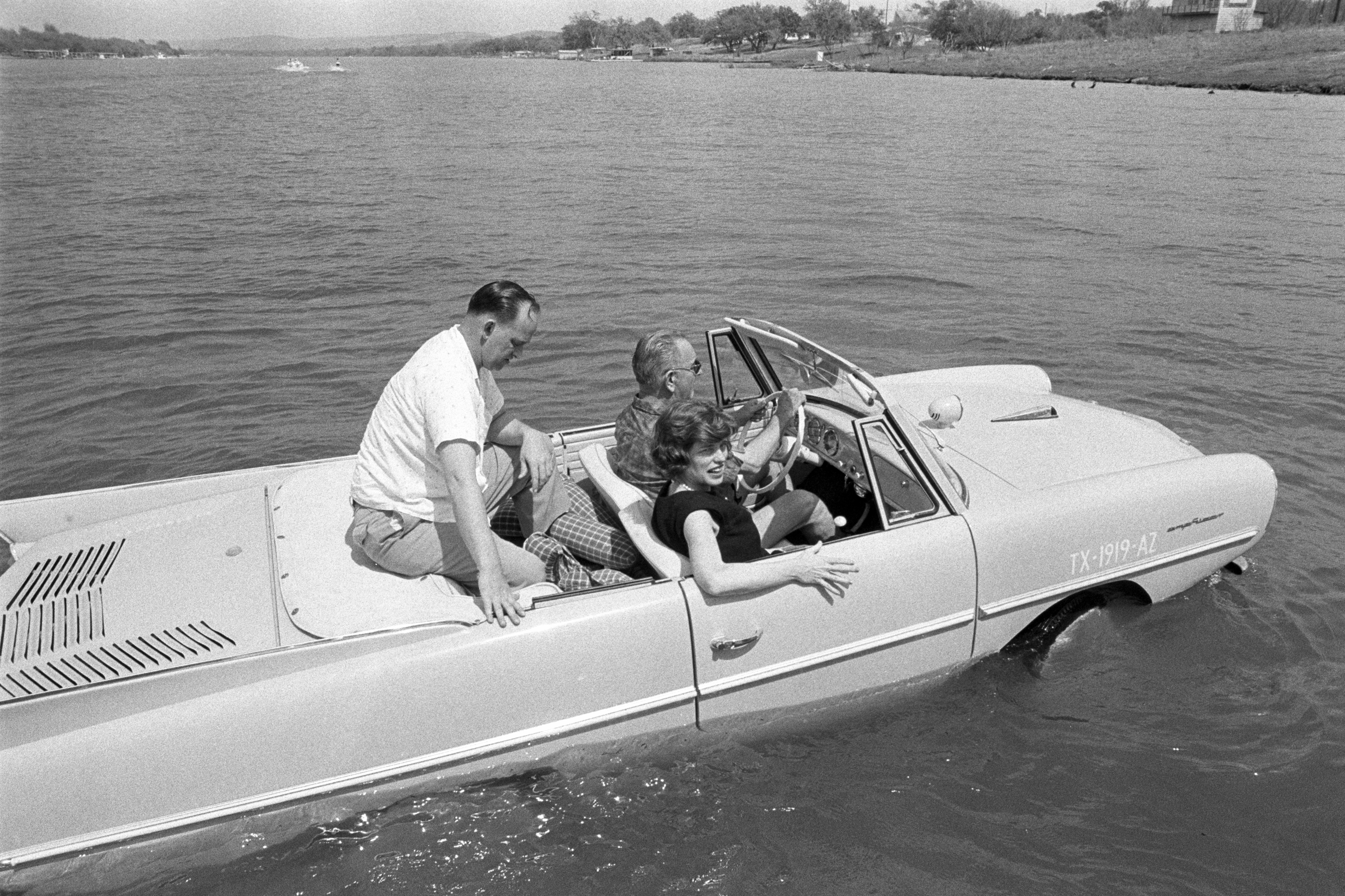
El presidente de los Estados Unidos Lyndon B. Johnson conduciendo un Amphicar en 1965

El Amphicar Modelo 770 es un automóvil anfibio que se lanzó en 1961 durante el Salón del Automóvil de Nueva York, fabricado en Alemania Occidental y comercializado desde 1961 hasta 1968. La producción finalizó en 1965.
Diseñado por Hans Trippel, el vehículo anfibio fue fabricado por la compañía Quandt Group en Lübeck y en Berlin-Borsigwalde, con un total de 3878 unidades construidas en una única generación.
Descendiente del Volkswagen Schwimmwagen, un pequeño anfibio utilizado por el ejército alemán durante la Segunda Guerra Mundial, el Amphicar ofrecía solo un rendimiento modesto en comparación con la mayoría de los barcos o automóviles contemporáneos. Incluía luces de navegación y bandera según lo ordenado por la Guardia Costera de los Estados Unidos, y después de utilizarse en el agua, requería el engrase de 13 puntos, uno de los cuales implicaba desmontar el asiento trasero.
El nombre Amphicar es una palabra catalejo, formada por "anfibio" y "coche".

## Descripción del producto (1966 Amphicar Model 770)
Motor: motor Triumph de cuatro cilindros de 1147 cc, relación de compresión 8:1, potencia nominal de 38,3 bhp
Chasis/carrocería
| Longitud total         | 14.250 ft (4.343 m)                                |
| Anchura total          | 5.083 ft (1.549 m)                                 |
| Altura                 | 5.000 ft (1.524 m)                                 |
| Diámetro de giro       | 36.833 ft (9.398 m)                                |
| Distancia entre ejes   | 7.000 ft (2.134 m)                                 |
| Vía delantera          | 4.000 ft (1.219 m)                                 |
| Vía trasera            | 4.083 ft (1.245 m)                                 |
| Capacidad del depósito | 10.5 galones imperiales (49.7 litros)              |
| Peso en vacío          | 2,315 lb (1050 kg) (incluidos carburante y aceite) |

Aspecto
La superficie inferior frontal era ligeramente puntiaguda y cortada bruscamente por debajo. Las ruedas estaban situadas muy bajas respecto a la carrocería, de modo que el vehículo se mantuviera muy por encima del nivel del suelo cuando estaba en tierra firme. Los parachoques delanteros y traseros se colocaron bajos en los paneles de la carrocería (pero bastante altos en relación con el suelo). El parabrisas de una pieza era curvo. La capota plegable hacía que el estilo de la carrocería se clasificase como cabriolet. Su propulsión en el agua era proporcionada por dos hélices gemelas montadas debajo del parachoques trasero. El Amphicar estaba hecho de acero estampado.

## Tren motriz
El motor del Amphicar estaba montado en la parte posterior, impulsando las ruedas traseras a través de una transmisión manual de 4 velocidades. Para su uso en el agua, el mismo motor impulsaba un par de hélices reversibles en la parte trasera, con una segunda palanca de cambios con marcha hacia adelante o hacia atrás. Una vez en el agua, la palanca de cambios principal normalmente se dejaba en punto muerto. Al activar la primera marcha podía acercarse a una rampa para botes navegando con las hélices, y salir del agua a continuación.

## Rendimiento
El propulsor era el motor Standard SC de 1147 cc (69 in³) del Triumph Herald 1200 británico. Se probaron muchos motores en prototipos, pero el motor Triumph era "de vanguardia" en 1961 y tenía la combinación necesaria de rendimiento, peso, funcionamiento en frío y fiabilidad. Las versiones actualizadas de este motor permanecieron en producción en el Triumph Spitfire hasta 1980. La versión para el Amphicar tenía una potencia de 43 hp (32 kW) a 4750 rpm, un poco más que el Triumph Herald debido a un escape más corto. Designado como "Modelo 770", el Amphicar podía alcanzar velocidades de 7 nudos en el agua y de 70 mph (110 km/h) en tierra. Las versiones posteriores del motor cubicaban 1296 cc y 1493 cc, rindiendo hasta 75 HP (76,0 CV).
Un propietario dijo: "No es un buen coche y no es un buen barco, pero funciona bien" en gran parte debido a su modesto rendimiento dentro y fuera del agua.
Otro usuario comentó: "Nos gusta pensar en él como el automóvil más rápido en el agua y el bote más rápido en la carretera".

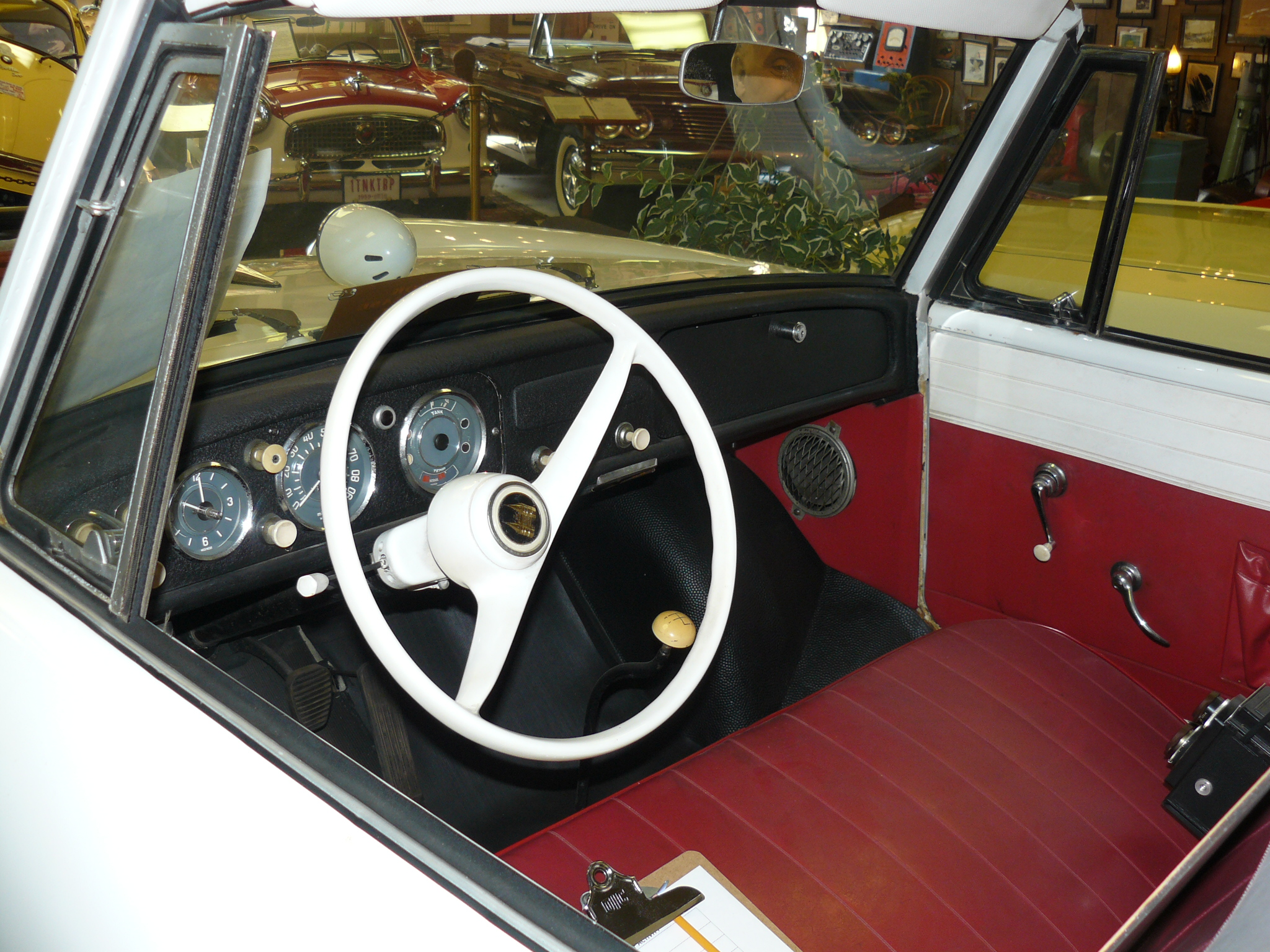
Amphicar de 1962

Tanto en el agua como en tierra, el Amphicar se dirigía con las ruedas delanteras, lo que lo hacía menos maniobrable que un barco convencional.
Dan Neil, de la revista Time, lo llamó "un vehículo que prometió revolucionar el ahogamiento", explicando: "Su flotación dependía por completo de si la bomba de achique podía mantener el ritmo del agua que se infiltraba".
En realidad, un Amphicar bien mantenido no tenía ninguna fuga y se podía dejar en el agua, estacionado al lado del muelle, durante muchas horas.

## En la cultura popular
- En 1965, dos Amphicar navegaron con éxito a lo largo del río Yukón en Alaska.[11]

- Dos Amphicar cruzaron el Canal de la Mancha en septiembre de 1965[12] soportando olas 20 pies (6,1 m) con un fuerte temporal.[13]

- Un Amphicar fue restaurado en la temporada 11, episodio siete del programa de televisión "Wheeler Dealers". El automóvil se compró en los Estados Unidos por 35.000 dólares y se envió en el Reino Unido. Su carrocería inferior demostró estar en malas condiciones y requirió realizar un tratamiento con sosa cáustica completo para limpiar el metal antes de soldar las secciones de chapa sustituidas. Después de una prueba en el río Támesis en Windsor, el vehículo restaurado se vendió por 35.200 libras con una ganancia de 4.600 libras (al tipo de cambio de ese momento).

- El Amphicar aparecen en las películas Rotten to the Core (1965), The Sandwich Man (1966), The President's Analyst (1967), Inspector Clouseau (1968), The Laughing Woman (1969), Savannah Smiles (1982) y Pontiac Moon (1994), y en el episodio cinco de la cuarta temporada de The Avengers ("Castle De'ath", 1965). También aparece en la película para televisión All the Way (2016).

- El presidente estadounidense Lyndon B. Johnson era propietario de un Amphicar. Se decía que Johnson, un conocido bromista, disfrutaba atemorizando a los visitantes en su rancho de Johnson City, Texas, llevándolos cuesta abajo en su Amphicar, directamente al lago de su propiedad, mientras gritaba que tenía los frenos averiados.[14][15]

- En un episodio de la quinta temporada de Los Simpson, una antigua película promociona la famosa fábrica de "coches acuáticos" de Springfield, mostrando unos Amphicar saliendo de una línea de montaje y entrando en el agua.

- El Amphicar también apareció en "Visiting ... with Huell Howser", episodio 733.[16]

## Historia
La producción del vehículo comenzó a finales de 1960, pero a finales de 1963 se interrumpió por completo. De 1963 a 1965, los automóviles se ensamblaron a partir de las carrocerías y del inventario de piezas acumulado en anticipación a las ventas de 25.000 unidades, con los últimos ejemplares de nueva construcción ensamblados en 1965. Los automóviles se denominaban según el año en que se vendieron, en lugar de la fecha en la que se produjeron. Por ejemplo, un Amphicar sin vender ensamblado en 1963 o 1965 podía denominarse como de 1967 o 1968 si fue entonces cuando se vendió por primera vez, y aunque el inventario no se pudo vender en los Estados Unidos en el año 1968 o posteriores debido a la nueva normativa de emisiones y de seguridad ambientales y del USDOT, los coches estuvieron disponibles en otros países en 1968. El inventario restante de piezas no utilizadas fue finalmente comprado por Hugh Gordon de Santa Fe Springs, California.
La mayoría de los Amphicar se vendieron en los Estados Unidos. En el Reino Unido se comercializaron a partir de 1964. La producción total fue de 3878 vehículos, de los cuales 99 con el volante a la izquierda se adaptaron al volante a la derecha. Algunos fueron utilizados en el departamento de policía de Berlín y otros fueron preparados para operaciones de rescate.

## Exhibiciones y excursiones con Amphicar
Los propietarios de un Amphicar se reúnen regularmente durante la primavera, el verano y el otoño en varios lugares de los Estados Unidos para celebrar "swim-ins". La reunión más importante se lleva a cabo en Parque Estatal del Gran Lago St. Marys, en Ohio.
En 2015, la casa club náutico del Walt Disney World Resort de Disney Springs en Orlando (Florida), comenzó a ofrecer viajes en Amphicar a los visitantes, cobrando 125 dólares por viaje para grupos de hasta tres. Disney rediseñó y mejoró en gran medida los ocho Amphicar de varios colores originales de su flota para brindar seguridad, fiabilidad y comodidad a los pasajeros.